# Dwayne Bowe
Dwayne Lorenzo Bowe (urodzony 21 września 1984 roku w Miami w stanie Floryda) – amerykański zawodnik futbolu amerykańskiego, grający na pozycji wide receiver. W rozgrywkach akademickich NCAA występował w drużynie LSU Tigers.
W roku 2007 przystąpił do draftu NFL. Został wybrany w pierwszej rundzie (23. wybór) przez zespół Kansas City Chiefs. W drużynie ze stanu Kansas występuje do tej pory.
Raz (2010) został powołany do meczu gwiazd Pro Bowl. W tym samym sezonie został wybrany do najlepszej drużyny ligi All-Pro.